# Gavril Balint
Gavril Pelé Balint (Sângeorz-Băi, 3 gennaio 1963) è un allenatore di calcio ed ex calciatore rumeno, di ruolo attaccante, e opinionista per DigiSport Romania.

## Carriera

### Giocatore
Militò nello Steaua Bucarest, con cui vinse la Coppa dei Campioni 1985-1986.
Fece parte della spedizione rumena al Campionato mondiale di calcio 1990 dove segnò due reti, una al Camerun e una all'Argentina.

### Allenatore
Il 21 gennaio 2010 è diventato il commissario tecnico della Nazionale moldava.

## Palmarès

### Competizioni nazionali
- Campionato rumeno: 5

Steaua Bucarest: 1984-1985, 1985-1986, 1986-1987, 1987-1988, 1988-1989
- Coppa di Romania: 4

Steaua Bucarest: 1984-1985, 1986-1987, 1987-1988, 1988-1989

### Competizioni internazionali
- Coppa dei Campioni: 1

Steaua Bucarest: 1985-1986
- Supercoppa UEFA: 1

Steaua Bucarest: 1986

### Individuale
- Capocannoniere del campionato rumeno: 1

1989-1990 (19 gol)

### Allenatore
- Campionato moldavo: 1

Sheriff Tiraspol: 2002-2003
- Coppa dei Campioni della CSI: 1

Sheriff Tiraspol: 2003